# Dark Winds
Dark Winds (bra: Dark Winds) é uma série de televisão estadunidense de suspense psicológico criada por Graham Roland baseada na série de romances Leaphorn & Chee de Tony Hillerman. Estreou no canal AMC e em seu serviço de streaming AMC+ em 12 de junho de 2022, com a primeira temporada composta por seis episódios.

## Elenco

### Principal
- Zahn McClarnon como Joe Leaphorn[5]
- Kiowa Gordon como Jim Chee[5]
- Jessica Matten como Bernadette Manuelito[6]
- Deanna Allison como Emma Leaphorn
- Rainn Wilson como Dan "Devoted Dan" DeMarco (1.ª temporada)[7]
- Elva Guerra como Sally Growing Thunder
- Jeremiah Bitsui como James Tso / Hoski (1.ª temporada)
- Eugene Brave Rock como Frank Nakai (1.ª temporada)
- Noah Emmerich como Leland Whitover (1.ª temporada)[8]
- Nicholas Logan como Colton Wolf (2.ª temporada)

### Recorrente
- Natalie Benally como Natalie Bluehouse
- DezBaa' como Helen Atcitty
- Ryan Begay como Guy Atcitty
- John Diehl como B.J. Vines
- Jonathan Adams como Lester (1.ª temporada)
- Rob Tepper como Pete Samuels (1.ª temporada)
- Amelia Rico como Ada Growing Thunder (1.ª temporada)
- Jeri Ryan como Rosemary Vines (2.ª temporada)
- A Martinez como Xerife Gordo Sena (2.ª temporada)
- Jacqueline Byers como Mary Landon (2.ª temporada)

## Episódios
| Temporada | Temporada | Episódios | Episódios | Originalmente lançado | Originalmente lançado |
| Temporada | Temporada | Episódios | Episódios | Estreia da temporada  | Final da temporada    |
| --------- | --------- | --------- | --------- | --------------------- | --------------------- |
|           | 1         | 6         | 6         | 12 de junho de 2022   | 17 de julho de 2022   |
|           | 2         | 6         | 6         | 30 de julho de 2023   | 3 de setembro de 2023 |

## Recepção
No Rotten Tomatoes, a primeira temporada da série detém um índice de aprovação de 100% com uma nota média de 8,1/10, com base em 30 críticas. O consenso crítico do site diz: "Zahn McClarnon é fascinante como um policial enrolado em Dark Winds, um procedimento sólido que deriva grande parte de sua textura de um meio cultural sub-representado". O Metacritic, que usa uma nota média ponderada, atribuiu uma pontuação de 80 em 100 com base em 18 avaliações, indicando "avaliações geralmente favoráveis".